# 中邑真輔
中邑真輔（英語：Nakamura Shinsuke，1980年2月24日—）是一名日本職業摔角選手，出生於日本京都府峰山町（現：京丹後市），畢業於京都府立峰山高等學校、青山學院大學。現為世界摔角娛樂SmackDown品牌旗下選手，曾兩度拿下NXT冠軍。2018年1月，中邑贏得了2018年男子皇家大戰，之後曾兩次獲得WWE美國冠軍。 他於2019年在極限規則中首次贏得WWE洲際冠軍，這使他成為第二位曾拿下WWE和IWGP洲際冠軍的摔角選手（首位是克里斯·傑利可）。
綽號為KING OF STRONG STYLES的中邑真輔，出場風格極為風騷奔放，雖一度讓日本摔角高層頭疼卻也讓觀眾印象深刻，更征服了美國摔角迷，每次出場彷彿是搖滾巨星的演唱會一樣，出場音樂由簡單的節奏為主，配上音浪般的歡呼聲，營造了全場轟動的樣子。

## 早期生活
中邑真輔於1980年2月24日出生於京都京丹後市。小時候他最喜歡的摔角選手是獣神雷電萊卡。

## 職業摔角生涯

### 新日本時期
在新日本職業摔角，中邑是三次的IWGP重量級冠軍，在第一次奪得該頭銜時僅23歲又9個月，也是該頭銜最年輕的冠軍。

### WWE時期
在2017年4月4日的SmackDown LIVE上，當米茲和他的妻子瑪麗斯·韋萊扮裝成約翰·希南和妮基·貝拉並嘲諷他們倆時，突然一位黑人小提琴家用樂聲打斷了他們，他拉著中邑真輔的出場樂，全場霎時充滿歡呼聲，打斷了冒牌希南夫婦，隨後這位闖蕩新日本職業摔角，並兩度奪下NXT冠軍的日本摔角巨星完成了他的初登場。
節目劇情一開始是和多夫·錫格勒展開恩怨劇情，並在他個人生涯第一次的付費收看電視爆裂震撼上擊敗對手。
在結束與多夫·錫格勒的劇情後，中邑開始挑戰冠軍腰帶。原先他是公事包大戰壓軸的6人大戰其中一位參賽者，但在出場時遭到巴隆·科賓偷襲，無法成為公事包先生，也展開了另一段故事。
在殺戮戰場結束後，中邑開始挑戰WWE 冠軍，但在辛格兄弟的干擾下，先後在8月20日的夏日衝擊及10月8日的地獄鐵籠敗給衛冕者金德·馬哈爾。
在10月31日的SmackDown Live中，中邑擊敗凱文·歐文斯在強者生存5對5淘汰賽的SmackDown團隊中獲得一席之地，在那裡他遭到Raw團隊的布勞恩·史卓曼的淘汰。
在2018年1月26日的皇家大戰，中邑為第14位進場的選手，並在最後淘汰羅曼·瑞恩斯，成為該年度的男子皇家大戰獲勝者，隨後在擂台上受訪時，選擇在摔角狂熱挑戰A·J·史泰爾斯的WWE 冠軍頭銜，不過最後以失敗告終。比賽結束後，中邑對斯泰爾斯使出了下陰攻擊（low blow）並轉為反派選手，隨後與史泰爾斯持續爭奪WWE冠軍，但都未能贏得頭銜。
在2018年7月16日極限規則中，中邑先在賽前裁判未留意時對傑夫·哈迪使出下陰攻擊，接著在裁判宣布比賽開始後，直接使出，成為新科WWE 美國冠軍
在2019年7月15日的極限規則上，擊敗芬恩·貝勒拿下生涯第一次的WWE洲際冠軍。
在2020年1月31日的SmackDown中，中邑在洲際冠軍賽中輸給了布勞恩·史卓曼，讓出了冠軍頭銜，結束了201天的衛冕。

## 個人生活
中邑居住在佛羅里達州的奧蘭多。他熱愛衝浪，並且自2003年以來一直如此。

## 冠軍經歷及成就
- 職業摔角畫報
  - PWI年度最受歡迎選手（2016年）
  - PWI 500-第5名（2015年）
- 世界摔角娛樂
  - NXT冠軍（兩次）
  - WWE洲際冠軍（兩次）
  - SmackDown雙打冠軍（一次）– 與希薩羅
  - WWE美國冠軍（兩次）
  - 皇家大戰（2018年）